# Vnarovy
Vnarovy (německy Urowitz) jsou malá vesnice, část města Vimperk v okrese Prachatice v Jihočeském kraji. Nachází se asi čtyři kilometry severně od Vimperka. Vnarovy leží v katastrálním území Výškovice u Vimperka o výměře 6,22 km².

## Historie
První písemná zmínka o vesnici pochází z roku 1314.

## Obyvatelstvo
| Rok            | 1869 | 1880 | 1890 | 1900 | 1910 | 1921 | 1930 | 1950 | 1961 | 1970 | 1980 | 1991 | 2001 | 2011 | 2021 |
| -------------- | ---- | ---- | ---- | ---- | ---- | ---- | ---- | ---- | ---- | ---- | ---- | ---- | ---- | ---- | ---- |
| Počet obyvatel | 83   | 100  | 109  | 113  | 108  | 107  | 89   | 53   | 51   | 33   | 19   | 17   | 9    | 14   | 14   |
| Počet domů     | 12   | 14   | 15   | 15   | 15   | 15   | 15   | 15   | 15   | 12   | 9    | 7    | 13   | 15   | 15   |

## Obecní správa
Při sčítání lidu v letech 1850–1879 Vnarovy byly osadou obce Hrabice v okrese Prachatice. V letech 1880–1963 byly osadou obce Výškovice, se kterým patřily nejprve do okresu Prachatice, ale v roce 1950 v okrese Vimperk. Od roku 1964 jsou částí města Vimperk v okrese Prachatice.

## Fotogalerie

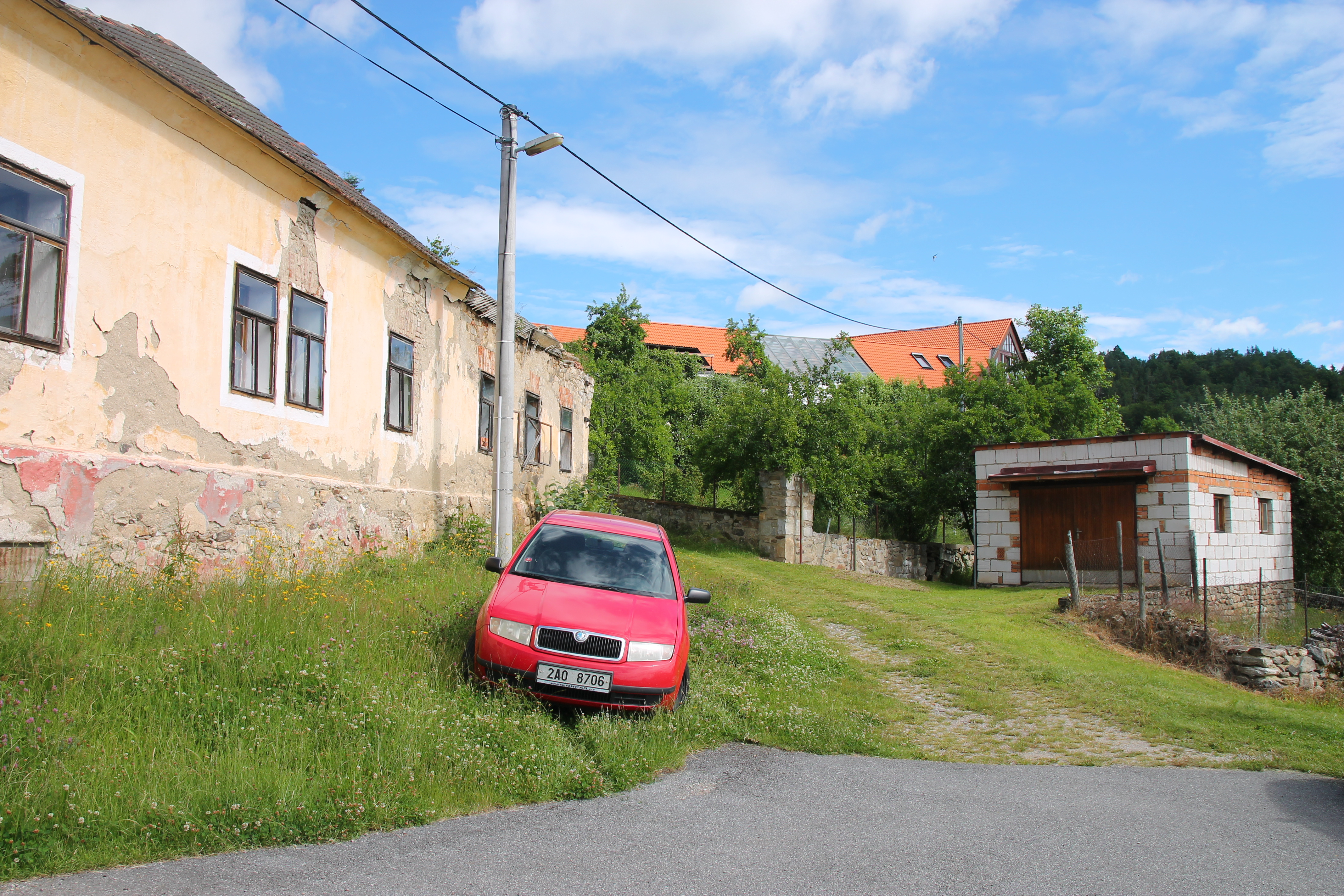
Náves
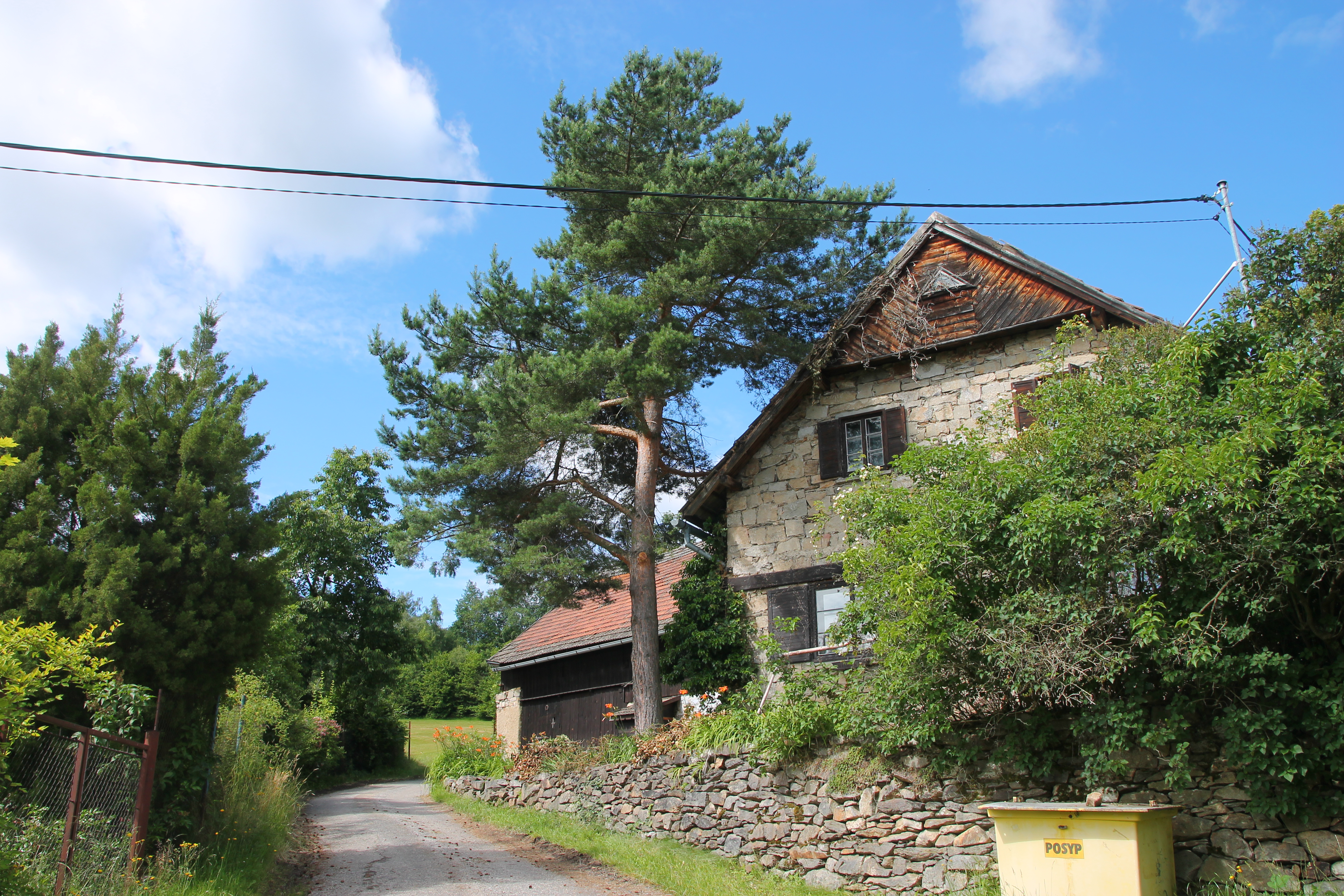
Chalupa ve vsi
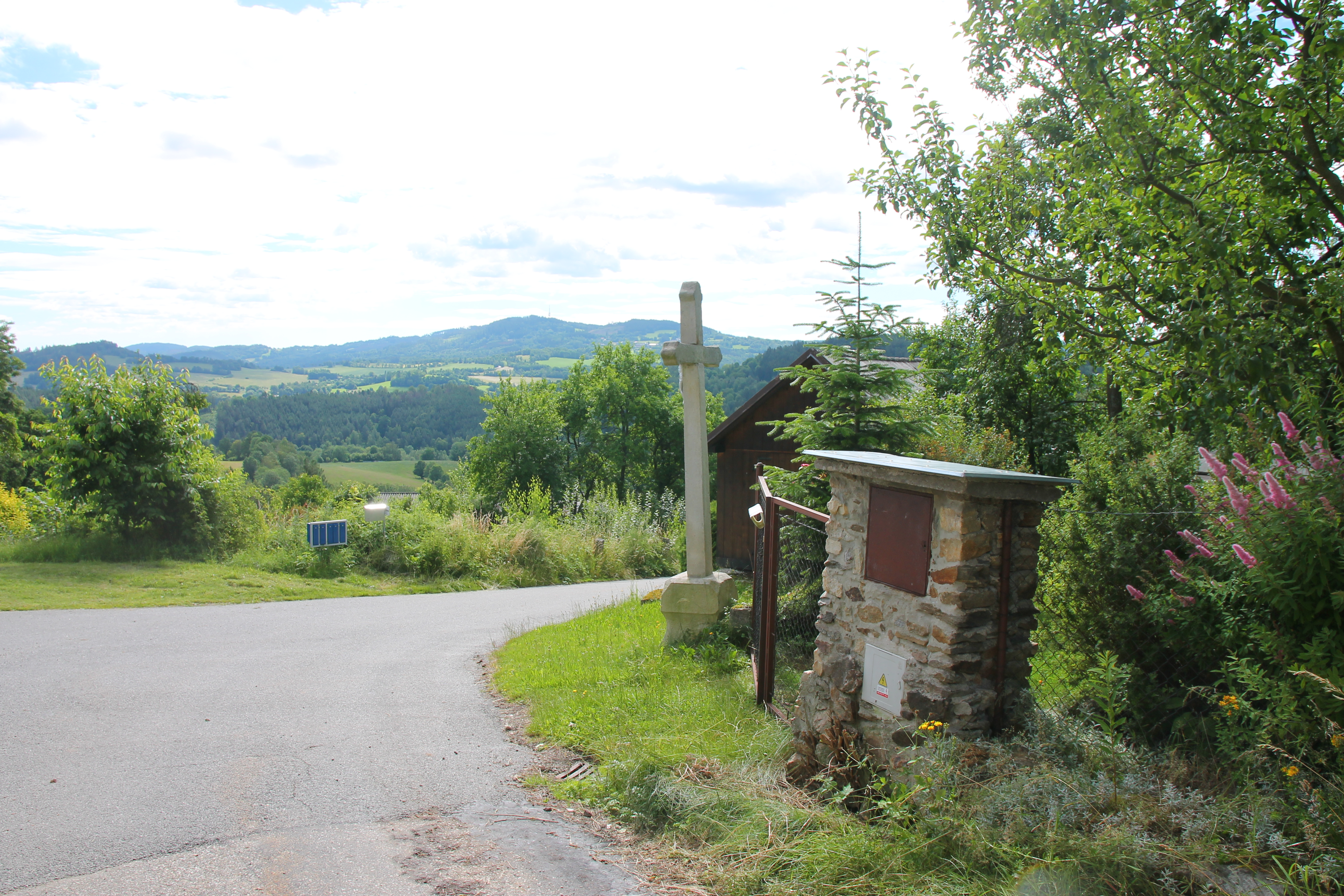
Náves
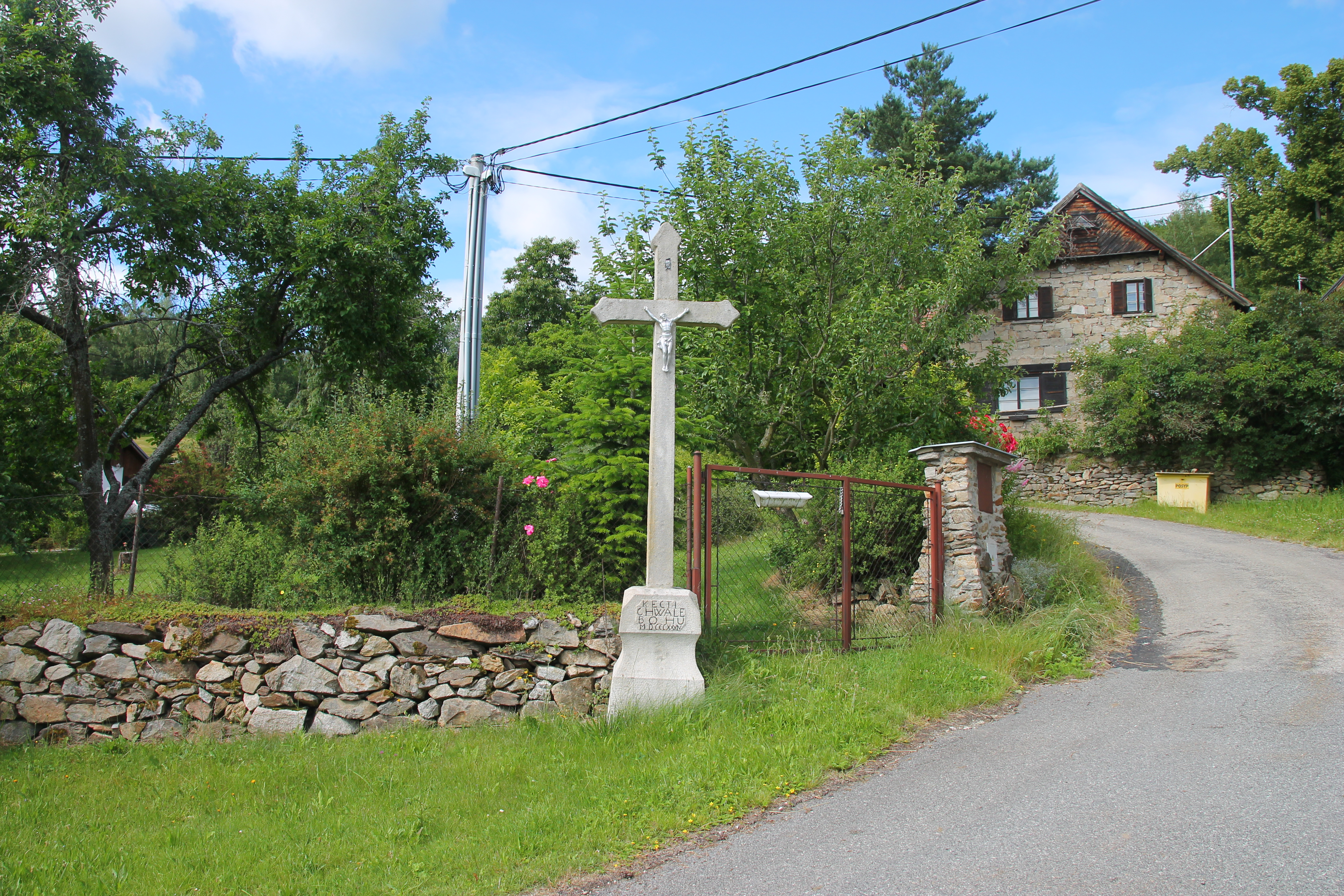
Kříž na návsi
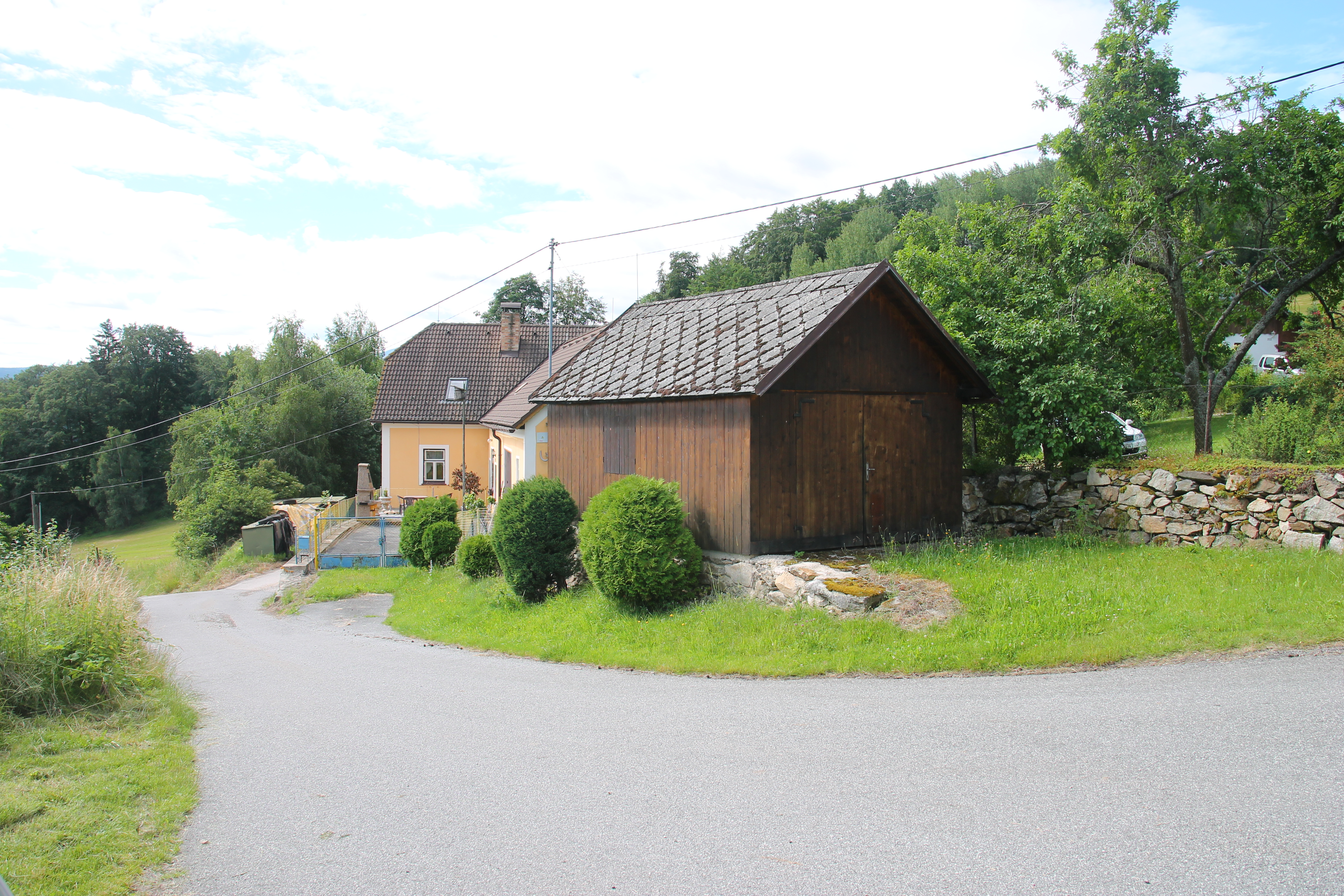
Chalupy ve vsi
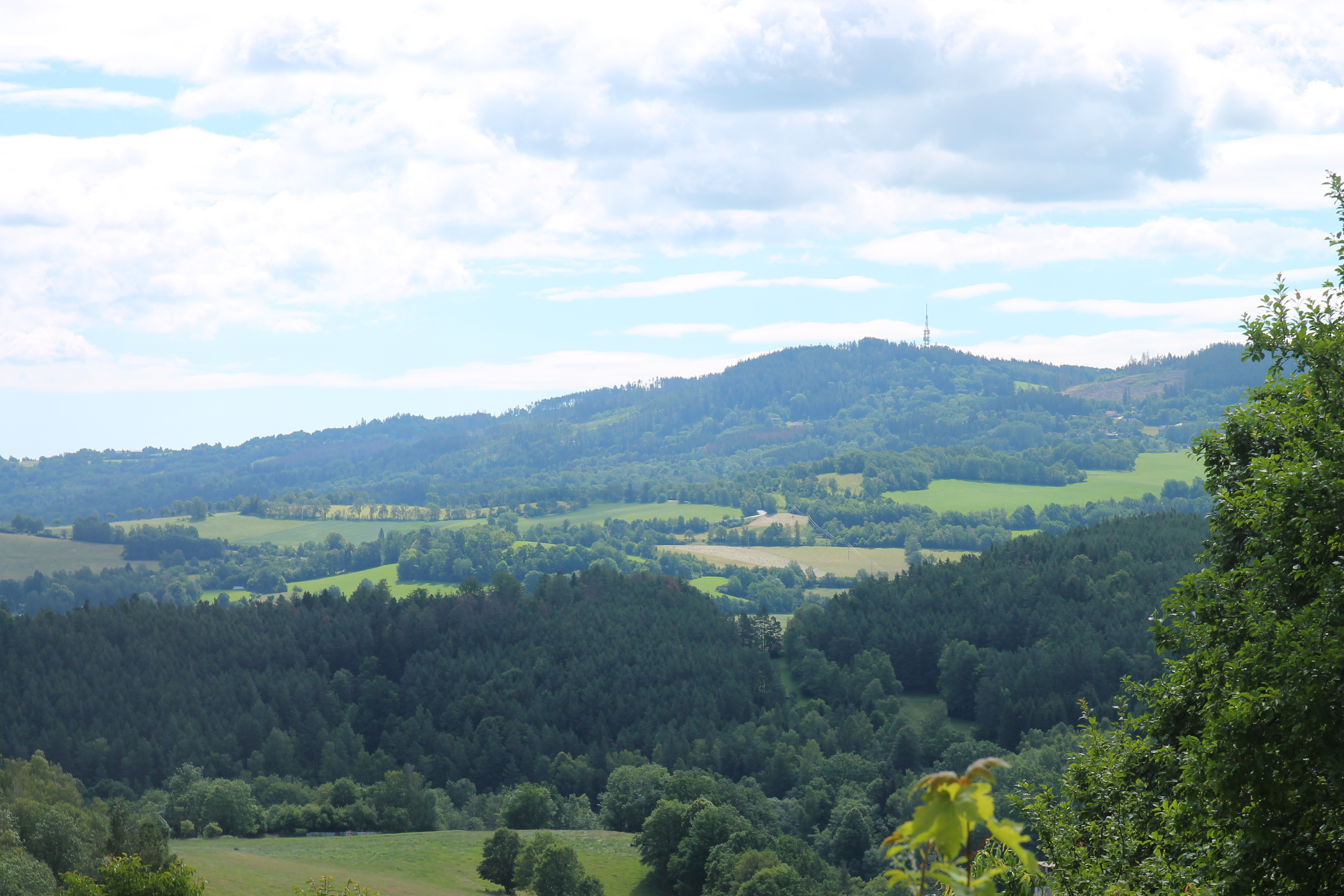
Výhled na Mařský vrch